# Cá mú chấm đen
Cá mú chấm đen hay cá song chấm đen, tên khoa học Epinephelus epistictus, là một loài cá trong họ Serranidae.